# Colonizzazione di Venere

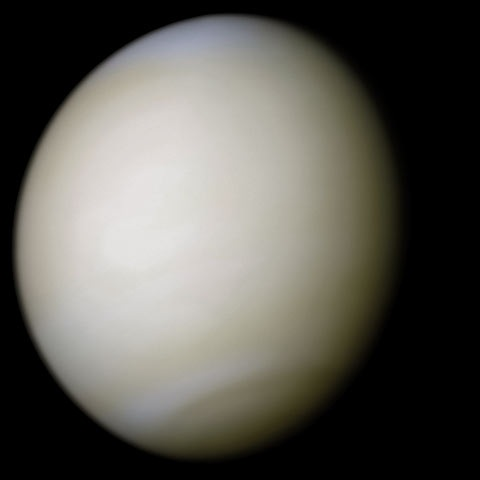
Venere

La colonizzazione di Venere, il vicino planetario della Terra, è stato un soggetto di molte speculazioni e di temi fantascientifici prima e dopo la nascita del volo spaziale. Con la scoperta del suo ambiente superficiale ostile, l'attenzione è stata maggiormente spostata verso la colonizzazione della Luna e di Marte. Tuttavia studi recenti hanno suggerito la possibilità di colonizzare il pianeta iniziando dallo strato atmosferico superiore meno ostile, rendendo non necessaria un'esplorazione della superficie, almeno inizialmente. Questo approccio in due fasi alla colonizzazione del pianeta ha catalizzato nuovamente l'interesse su Venere.

## Vantaggi

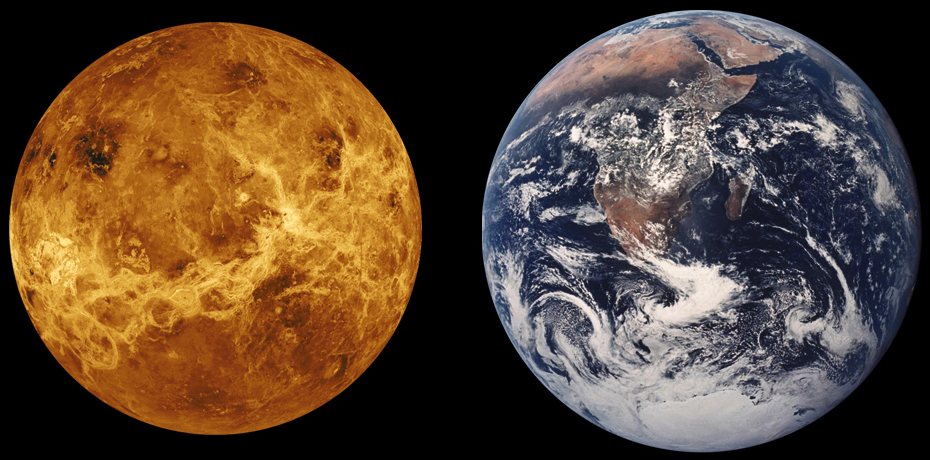
Paragone tra Venere e la Terra. Come si può vedere, Venere è solo leggermente più piccolo

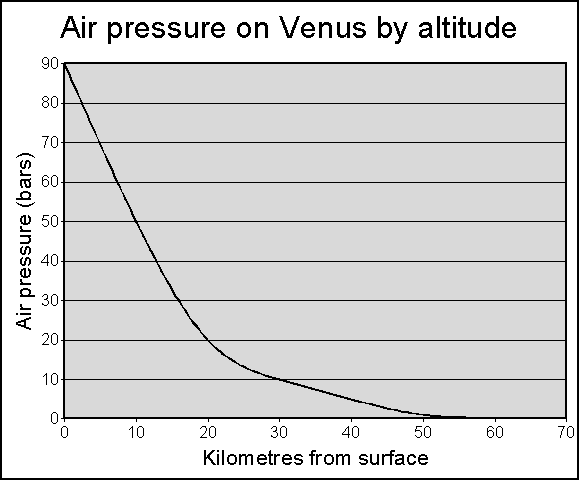
Pressione atmosferica di Venere

Alcune caratteristiche di Venere potrebbero rendere più facile la colonizzazione rispetto ad altre destinazioni. Le similitudini e la vicinanza con la Terra hanno soprannominato Venere "il pianeta gemello".
- Attualmente non è stato appurato se la gravità di Marte, circa un terzo di quella terrestre, sia sufficiente ad evitare la decalcificazione ossea e perdita di tono muscolare sofferta dagli astronauti che permangono in un ambiente di microgravità (la sonda Mars Gravity Biosatellite sarebbe stata la prima ad effettuare ricerche in questo campo, ma il progetto è stato cancellato per mancanza di fondi). Invece Venere ha una massa simile a quella terrestre e di conseguenza un'accelerazione di gravità quasi identica (0,907 g). La maggior parte dei progetti di esplorazione parziale e di colonizzazione devono affrontare i problemi al sistema muscoloscheletrico causati dall'esposizione a una gravità nulla o molto inferiore a quella terrestre. Degli ipotetici esseri umani nati su Venere non avrebbero praticamente difficoltà ad adattarsi alla gravità terrestre.
- L'atmosfera superiore del pianeta presenta, a un'altezza di circa 50 km, dei valori di pressione e temperatura molto simili a quelli della Terra (1 bar e 0-50 °C). Inoltre in quella regione l'energia solare è abbondante, circa 2610 watt/m² pari a 1,9 volte quella sulla Terra, e le nubi sono talmente riflettenti da permettere di puntare eventuali pannelli solari in basso piuttosto che verso l'alto. I venti atmosferici presenti a questa altitudine potrebbero spingere una stazione fluttuante a una rotazione attorno al pianeta in circa 100 ore, e a latitudini maggiori si potrebbe ridurre questo periodo di rotazione, fino a raggiungere un 'giorno' vicino alla durata terrestre di 24 ore (sulla superficie del pianeta il giorno è molto lungo ed è pari a 243 giorni terrestri).
- Venere è il corpo maggiore più vicino alla Terra (a parte la Luna), rendendo i trasporti e le comunicazioni più facili rispetto ad altri pianeti. Con gli attuali mezzi di propulsione disponibili, le finestre di lancio si aprono ogni 584 giorni (780 giorni per Marte), un viaggio dura circa 5 mesi (6 mesi per raggiungere Marte) e la distanza minima è pari a 45 milioni di chilometri (Marte dista 56 milioni di chilometri).

## Difficoltà
Il pianeta presenta molteplici sfide:
- Condizioni superficiali ostili: la superficie è estremamente calda, con temperature equatoriali vicine ai 500 °C, superiori al punto di fusione del piombo. Anche la pressione atmosferica è almeno novanta volte maggiore di quella terrestre, pari a quella presente sott'acqua alla profondità di un chilometro. Queste condizioni hanno reso molto breve la durata di diverse missioni sul pianeta: le sonde Venera 5 e Venera 6 sono state distrutte dalla pressione a un'altezza di 18 km dal suolo, e i lander successivi Venera 7 e Venera 8 hanno resistito alle condizioni superficiali per non più di un'ora. Potrebbe quindi essere un problema la raccolta di materiali dalla superficie.
- Acqua: essa è assolutamente assente in qualunque forma. L'atmosfera, composta principalmente di anidride carbonica in concentrazioni tossiche, è priva di ossigeno. Inoltre le nubi sono composte in parte di acido solforico e vapori di diossido di zolfo.

## Metodi di colonizzazione ed esplorazione
A causa delle condizioni ostili del pianeta, una colonia sulla superficie è molto oltre le attuali possibilità tecnologiche. Alcuni autori suggeriscono il superamento di queste attraverso la terraformazione. Le richieste di energia per una simile operazione sono scoraggianti in paragone alle attuali possibilità tecnologiche e, salvo la futura scoperta di nuove tecnologie, il periodo di tempo richiesto si estende in decine di migliaia di anni, se non milioni.

### Esplorazione e ricerca prima della colonizzazione
Venere è stato studiato in misura inferiore rispetto alla Luna o a Marte, e quindi dovranno essere condotti ulteriori studi su pianeta prima che venga approvata una missione con equipaggio. La sonda Venus Express è attualmente in orbita attorno al pianeta ma sono state proposte altre missioni a basso costo per esplorare ulteriormente l'atmosfera. In particolare non è stata ancora esplorata la zona atmosferica con condizioni simili a quelle della terra situata a 50 km dalla superficie.
Tra queste missioni è previsto anche un sorvolatore ad energia solare. Anche se i venti possono raggiungere velocità di 95 m/s nello strato superiore delle nubi, la gravità leggermente inferiore e la pressione atmosferica maggiore possono contribuire a far volare un velivolo più facilmente rispetto ad un pianeta con pressione atmosferica molto bassa come Marte. Il sorvolatore potrebbe stazionare a un'altezza di 72 km dove la pressione è abbastanza bassa e l'energia solare sufficiente per ricaricarsi ed effettuare esplorazioni temporanee negli strati inferiori dell'atmosfera per diverse ore. A causa della lenta rotazione del pianeta la luce del sole sarebbe presente per oltre 100 giorni terrestri e il velivolo potrebbe restare permanentemente nella zona illuminata del pianeta muovendosi solo a una velocità di 13.4 km/h all'equatore per compensare la rotazione. Il sorvolatore potrebbe non disporre dell'energia sufficiente per attraversare il lato non illuminato del pianeta, quindi quelle aree potrebbero essere studiate solo quando saranno esposte nel lato illuminato.

### Città galleggianti e habitat aerostatici
Geoffrey A. Landis ha concluso che le difficoltà percepite nella colonizzazione di Venere sono dovute alla semplice ipotesi di stabilire una colonia sulla superficie:
"Tuttavia, da un punto di vista diverso, il problema di Venere consiste semplicemente nel fatto che il suolo è troppo lontano dal livello dove è presente una pressione di un'atmosfera. Nel livello sopra le nubi, Venere è un pianeta paradisiaco."
Egli ha proposto un habitat aerostatico e città galleggianti, in base al principio che l'aria respirabile (una miscela di ossigeno e azoto in rapporto di 21:79) è più leggera rispetto all'atmosfera venusiana, e quindi produce una spinta verso l'alto pari a circa la metà della spinta prodotta dall'elio nell'atmosfera terrestre. Una cupola di aria respirabile potrebbe quindi sostenere il peso di una colonia, oppure potrebbe essere suddivisa in due parti di cui una riempita di un gas leggero come l'idrogeno o l'elio (ricavabili dall'atmosfera) per sostenere una massa superiore.

### Terraformazione

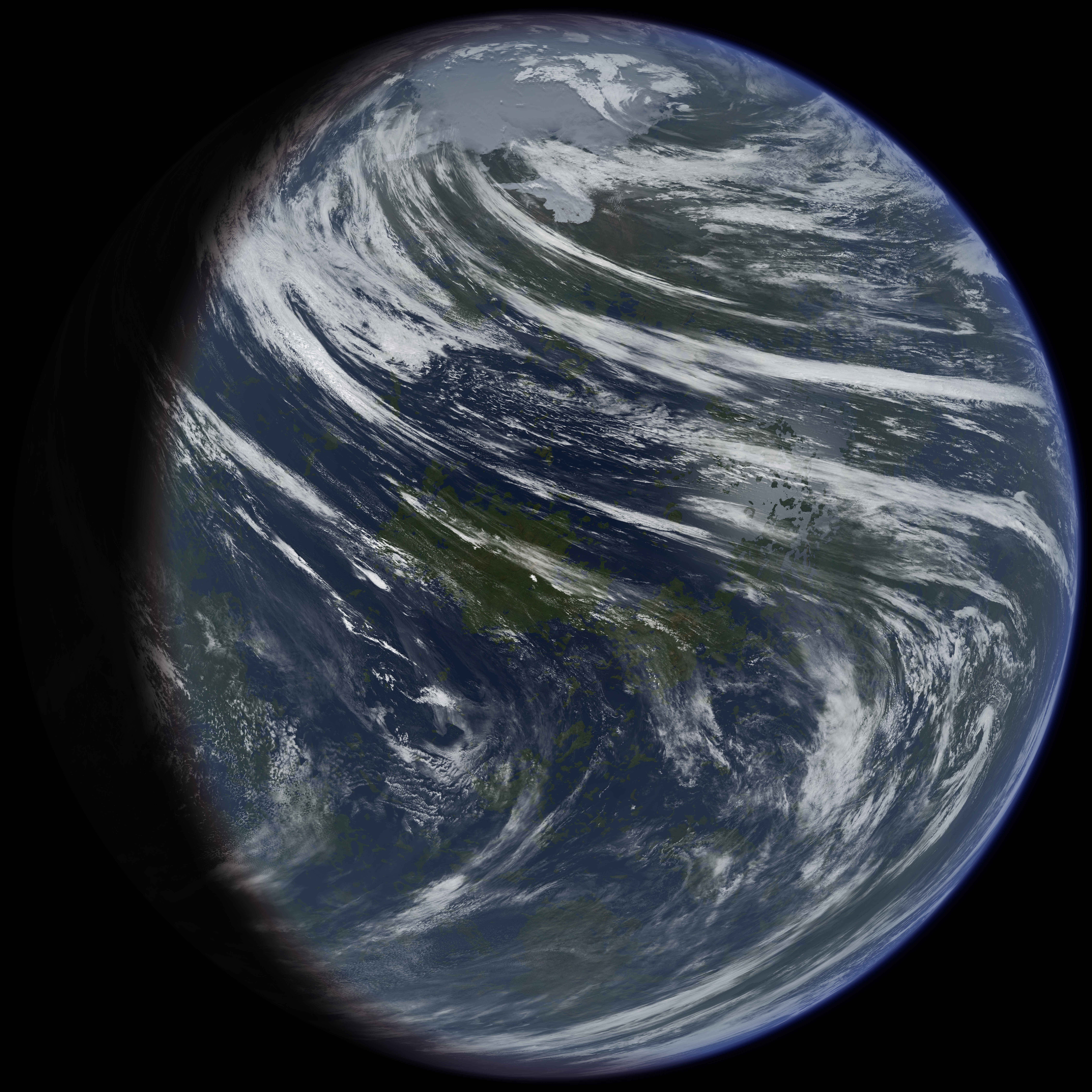
Rappresentazione artistica del pianeta dopo la terraformazione. (crediti: Daein Ballard)

Carl Sagan suggerì nel 1961 di terraformare Venere attraverso delle alghe che convertissero l'anidride carbonica del pianeta in ossigeno. Tuttavia al giorno d'oggi è noto che l'acqua sul pianeta è così rara che anche con i migliori risultati della fotosintesi si produrrebbe una quantità trascurabile di ossigeno.
Robert Zubrin, seguendo uno studio di Paul Birch del 1991 propose l'utilizzo di un grande scudo solare, progettato per difendere Venere dal Sole e raffreddarlo sufficientemente da permettere la liquefazione dei gas a una temperatura inferiore a 304.18 K e una pressione di 73.8 bar (punto critico dell'anidride carbonica) e in seguito fino a una temperatura di 216,85 K e una pressione di 5,185 bar (punto triplo). Al di sotto di questo punto di sublimazione l'anidride carbonica dell'atmosfera si depositerebbe sul suolo sotto forma di ghiaccio secco e potrebbe essere sepolto oppure raccolto e spedito fuori dal pianeta. Una possibile destinazione di questo materiale potrebbe essere Marte, dove è presente il fenomeno opposto - un'insufficiente pressione atmosferica e una bassa temperatura. In seguito verrebbe rimosso lo scudo solare e a causa dell'abbassamento dei gas serra sarebbe risolto il problema della pressione e della temperatura.
Zubrin tuttavia riconosce che l'assenza di acqua rimane un problema serio, e anche il bombardamento con comete o asteroidi contenenti ghiaccio comporterebbe tempi molto lunghi. Birch ipotizza di disintegrare una luna ghiacciata di Saturno e bombardare il pianeta con i frammenti per fornire circa 100 m di acqua per m². Si creerebbero quindi mari salati e poco profondi.
L'accelerazione della rotazione planetaria è invece un progetto destinato a realizzarsi in un lontano futuro.
Landis ha proposto che una certa quantità di città galleggianti potrebbero costituire uno scudo solare attorno al pianeta e potrebbero quindi essere utilizzate per la terraformazione, fornendo contemporaneamente un mezzo per poter abitare nell'atmosfera venusiana. Se fossero costruite in nanotubi di carbonio, che sono stati recentemente realizzati sotto forma di fogli, allora il principale materiale per le strutture potrebbe essere ricavato utilizzando l'anidride carbonica raccolta dall'atmosfera. Il carbonio amorfo, sintetizzato recentemente, potrebbe rivelarsi un utile materiale di costruzione. In base alle analisi di Birch queste colonie e questi materiali potrebbero costituire un immediato ritorno economico e costituirebbero una base per ulteriori sforzi nel processo di terraformazione.